# 創傷イノセンス
「創傷イノセンス」（そうしょうイノセンス）は、内田真礼の楽曲。石川智晶が作詞、R・O・Nが作曲を手掛けた。内田のデビューシングルとして2014年4月23日にポニーキャニオンから発売された。

## 背景
本曲は、テレビアニメ『悪魔のリドル』のオープニングテーマに起用された。タイトルは内田によれば成長痛を伴いながら成長するイメージであるという。
レコーディングは当初1回のみの予定であったが、内田がレコーディングに手こずっていたことから1回目のレコーディング時にブラッシュアップを図るため1週間後に2回目のレコーディングを行うことを告げたという。そのため内田は歌詞なしで練習するなどしたという。

## 音楽性
疾走感のあるかっこよく前衛的な曲で、内田自身の小悪魔性や少女性も反映されている。
MVは、ティアラに小悪魔的な黒い衣装を着た「こあくまあや」と白い衣装を着て檻に閉じ込められた「イノセンスまあや」が交互に登場する内容になっている。ちなみ撮影時はライトが内蔵されたマイクを持っていたため、温度に対しては細心の注意を払ったという。

## シングルリリース
2014年4月23日にポニーキャニオンから発売された。
販売形態は初回限定盤（PCCG-01396）と通常盤（PCCG-70207）の2種リリースで、初回限定盤には本曲のMV、メイキング、オフショットを収録したDVDが同梱されている。なおジャケットは、初回限定盤が「イノセンスまあや」、通常盤が同アニメの登場人物である東兎角と一ノ瀬晴のイラストになっている。
2曲目「高鳴りのソルフェージュ」は、内田の好きなものを歌詞に反映させたミディアム調の曲に仕上がっている。

## シングル収録内容
| 全編曲: R・O・N。 |                                          |              |           |       |
| #                 | タイトル                                 | 作詞         | 作曲      | 時間  |
| 1.                | 「創傷イノセンス」                       | 石川智晶     | R・O・N   | 3:46  |
| 2.                | 「高鳴りのソルフェージュ」               | こだまさおり | y0c1e     | 4:16  |
| 3.                | 「創傷イノセンス」(Instrumental)         |              |           | 3:46  |
| 4.                | 「高鳴りのソルフェージュ」(Instrumental) |              |           | 4:13  |
| 合計時間:         | 合計時間:                                | 合計時間:    | 合計時間: | 16:01 |

| #  | タイトル                         | 作詞 | 作曲・編曲 |
| -- | -------------------------------- | ---- | ---------- |
| 1. | 「創傷イノセンス」(Music Video)  |      |            |
| 2. | 「Making of 「創傷イノセンス」」 |      |            |
| 3. | 「off shot」                     |      |            |

## 参加ミュージシャン
創傷イノセンス
- Guitars & Programing：R・O・N
- Bass：川島弘光
- Drums：Ryo Yamagata

高鳴りのソルフェージュ
- Guitars,Bass & Programing：R・O・N

## チャート
| チャート（2014年）                     | 最高位 |
| -------------------------------------- | ------ |
| オリコン                               | 14     |
| Billboard JAPAN Hot 100                | 17     |
| Billboard JAPAN Hot Animation          | 6      |
| Billboard JAPAN Top Singles Sales      | 11     |
| サウンドスキャンジャパン（初回限定盤） | 17     |

## イベント
- 『 Maaya Party!Vol.1 』　内田真礼1stSG発売記念イベント「Maaya Party!」（2014年5月3日 - 2014年5月11日：サイエンスホール（東京都）、中村文化小劇場（愛知県）、クレオ大阪北（大阪府））[12]

## 収録アルバム
| 曲名                   | 収録アルバム | 発売日        | 備考        |
| ---------------------- | ------------ | ------------- | ----------- |
| 創傷イノセンス         | 『PENKI』    | 2015年12月2日 | 1stアルバム |
| 高鳴りのソルフェージュ | 『PENKI』    | 2015年12月2日 | 1stアルバム |

## カバー
- Lyrical Lily - 『D4DJ Groovy Mix カバートラックス vol.2』に収録。